# 特雷维素
特雷维素是巴西圣卡塔琳娜州的一个市镇。总面积157.667平方公里，总人口3498人，人口密度22.2人/平方公里。